# Charles Van Marcke de Lummen
Charles Edouard van Marcke de Lummen (Luik, 18 oktober 1843 - 17 juli 1928) was een Belgisch volksvertegenwoordiger.

## Levensloop
Van Marcke promoveerde tot doctor in de rechten (1867) aan de Universiteit van Luik. Hij vestigde zich als advocaat in Luik en was in 1894-95 stafhouder.
In 1882 werd hij verkozen tot gemeenteraadslid van Luik en bleef dit tot in 1887. In 1885-1886 was hij schepen.
Van 1878 tot 1892 was hij provincieraadslid.
In 1892 werd hij verkozen tot liberaal volksvertegenwoordiger voor het arrondissement Luik en vervulde dit mandaat tot in 1894. In juli 1905 verving hij Paul Trasenster en bleef volksvertegenwoordiger tot 24 mei 1914.
In 1913 werd binnen de Liberale Partij een commissie aangesteld die een nationale partijstructuur diende uit te werken.<ref100 jaar geleden kreeg de Liberale Partij een nationale partijstructuur, Liberaal Archief.</ref> In dat kader werd in juli 1913 een Landsraad opgericht, die de liberale parlementsleden en vertegenwoordigers van de provinciale en arrondissementiële afdelingen met elkaar verenigde. Aan het hoofd van deze Landsraad kwamen Van Marcke de Lummen en senator François Prosper Hanrez, wier functie te vergelijken viel met die van partijvoorzitter. Het duo leidde de Landsraad tot in februari 1914, toen Van Marcke de Lummen ontslag nam en werd opgevolgd door Albert Mechelynck.